# Ceropegia sepium
Ceropegia sepium là một loài thực vật có hoa trong họ La bố ma. Loài này được Deflers mô tả khoa học đầu tiên năm 1889.